# Santa Cruz Xitla
Santa Cruz Xitla är en kommunhuvudort i Mexiko.   Den ligger i kommunen Santa Cruz Xitla och delstaten Oaxaca, i den sydöstra delen av landet, 400 km sydost om huvudstaden Mexico City. Santa Cruz Xitla ligger 1 791 meter över havet och antalet invånare är 3 515.
Terrängen runt Santa Cruz Xitla är kuperad åt sydväst, men åt nordost är den platt. Runt Santa Cruz Xitla är det ganska glesbefolkat, med 29 invånare per kvadratkilometer. Närmaste större samhälle är Miahuatlán de Porfirio Díaz, 8,4 km öster om Santa Cruz Xitla. I omgivningarna runt Santa Cruz Xitla växer i huvudsak blandskog.